# Elvira Luz Reyes
Elvira Luz Reyes (Huamantla, Tlaxcala 5 de mayo de 1907, Huamantla, Tlaxcala 1973) cantante de ópera y poeta, nacida en el estado de Tlaxcala es considerada una de las exponentes musicales más importantes de Bel canto. 

## Biografía
Elvira Luz Reyes cantante de ópera contra alto que estudió  en la UNAM Universidad Nacional Autónoma de México, fue alumna de Manuel M. Ponce en el Conservatorio Nacional de Música. Obtuvo el Primer lugar en canto y su primer medalla de oro en el Congreso Nacional de Música en 1927.  A partir de ese momento cantó en escenarios de renombre nacional como el Teatro Iris de la Ciudad de México y en el Teatro Degollado de Guadalajara, compartiendo escenario con artistas destacadas de la época. Elvira se consagró como una de las voces más imponentes del siglo XIX en Tlaxcala. 
La prensa especializada la llamó la voz más hermosa de México. Ganó certámenes de canto y se presentó en los mejores escenarios del canto lírico. Recibió condecoración por el Congreso del Estado de Tlaxcala. Una de las anécdotas con las que más se le recuerda es cuando en 1928 el general Álvaro Obregón fue elegido nuevamente para ocupar la presidencia de la República. Para celebrar esta elección, sus amigos le ofrecieron una fiesta en el restaurante La Bombilla. Durante su espectáculo se escucharon seis disparos que se creían eran ruidos para adornar la canción, pero no fue así. Eran los sonidos de la pistola de un hombre que le había quitado la vida a Álvaro Obregón. 
En Tlaxcala existe una escuela con su nombre, además aparece dentro de la edición de los libros de texto de la nueva escuela mexicana, en el segmento del libro de texto de Tlaxcala. La entidad donde vivo 3° de primaria, Bloque 5. Contenido 102. 